# 邵煒剛
邵 煒剛（しょう いごう、邵炜刚、シャオ・ウェイガン、1973年2月21日 - ）は、中国の囲碁棋士。上海出身、中国囲棋協会所属、九段。友情杯戦優勝、NEC杯囲棋戦優勝2回、LG杯世界棋王戦ベスト4など。常昊らとともに「七小龍」の一人とされる。

## 経歴
3、4歳頃からシャンチー（中国象棋）で才能を見せるが、8歳の時に区の訓練場で囲碁を覚えて頭角を現し、区の体育宮から上海市の体育宮へ進み、11歳で国家囲棋集中訓練隊入り、1986年に国家少年囲棋隊に入り、初段となった。この86年組と呼ばれる中では、常昊とともに若手リーダー格となる。1989年、海峡杯全国招待戦優勝。1992年に全国囲棋個人戦優勝、同年新体育杯リーグ入り、十強戦Bリーグ2位。1993年の富士通杯でベスト8、同年馬暁春に弟子入り。1994年棋王戦の挑戦者決定戦で曹大元に1-2で敗退、霜花杯全国青少年戦準優勝。1995年に新人王戦で王磊を破って優勝。1997年に友情杯戦優勝。同年NEC杯戦で優勝し、日中スーパー囲碁優勝者戦に出場するが、加藤正夫に1-2で敗れる。1999年のLG杯世界棋王戦では、李世乭、劉昌赫、山田規三生を破りベスト4進出、準決勝で李昌鎬に敗れた。同年九段。2000年棋聖戦挑戦者決定戦進出し周鶴洋に敗退、名人戦で馬暁春に挑戦するが、2-3で敗れる。
甲級リーグ戦では、上海、貴州、山東に所属し、2010年はコーチ兼任。中国棋士ランキングでは、1998年3月に4位、2000年12月に2位。
国家囲棋隊隊長を務める。

### タイトル歴
- 海峡杯全国囲棋招待戦 1989年
- 全国囲棋個人戦 1992年
- 普陀杯名人囲棋招待戦 1992年
- 旭華杯名人戦 1994年
- 新人王戦 1995年
- 友情杯戦 1997年
- NEC杯囲棋戦 1997、2000年

### その他の棋歴
国際棋戦
- LG杯世界棋王戦 ベスト4 1999年(第3回)
- 世界囲碁選手権富士通杯 ベスト8 1993年
- 日中スーパー囲碁
  - 1993年 0-1 （×加藤充志）
  - 1997年 優勝戦 1-2 加藤正夫
- 真露杯SBS世界囲碁最強戦
  - 1992年 0-1（×宮沢吾朗）
- 農心辛ラーメン杯世界囲碁最強戦
  - 2001年 1-1（○小林覚、×睦鎮碩）
  - 2002年 1-1（○淡路修三、×崔哲瀚）
- CSK杯囲碁アジア対抗戦
  - 2002年 1-1（×周俊勲、○淡路修三）

国内棋戦
- 徳隆衣業杯四強戦 準優勝 1997年
- 名人戦 挑戦者 2000年
- 阿含・桐山杯中国囲棋快棋公開戦 準優勝 2000、04年
- 永達杯王中王戦 準優勝 2004年
- 棋源山庄杯中国職業囲棋混双戦 優勝 2009年（黎春華とペア）
- 中国囲棋甲級リーグ戦
  - 1999年（上海時代巨盛）1-3
  - 2000年（上海移動通信）15-4
  - 2001年（上海移動通信）5-9
  - 2002年（上海移動通信）7-8
  - 2003年乙級（貴州咳速停）
  - 2004年（貴州咳速停）8-11
  - 2005年（貴州咳速停）6-10
  - 2006年（山東中国網通）15-7
  - 2007年（山東中国網通）
  - 2008年（山東中国網通）11-9
  - 2009年（山東中国網通）7-10
  - 2010年（山東景芝酒業）2-7